# ナンニ・ロイ
ナンニ・ロイ（Nanni Loy、1925年10月23日 カリャリ - 1995年8月21日 フィウミチーノ）は、イタリアの映画監督、舞台演出家、テレビディレクターである。「イタリア式コメディ」の重要人物として知られる。

## 来歴・人物
1925年10月23日、イタリア・サルデーニャ州カリャリに生まれる。自分自身のショウ『Specchio segreto』とともに、1965年、アメリカのテレビ番組『Candid Camera』をイタリアに紹介したことで知られる。
『Padre di famiglia』（1967年）といったコメディ映画が専門であるが、『Detenuto in attesa di giudizio』（1971年）や『Sistemo l'America e torno』（1973年）といった社会派映画も撮っている。また俳優としても活動し、フランスのジョルジュ・ロートネル監督の『狼どもの報酬』（1971年）などに出演している。
1995年8月21日、ローマ近郊フィウミチーノのフレゲーネで死去。69歳没。

## おもなフィルモグラフィ

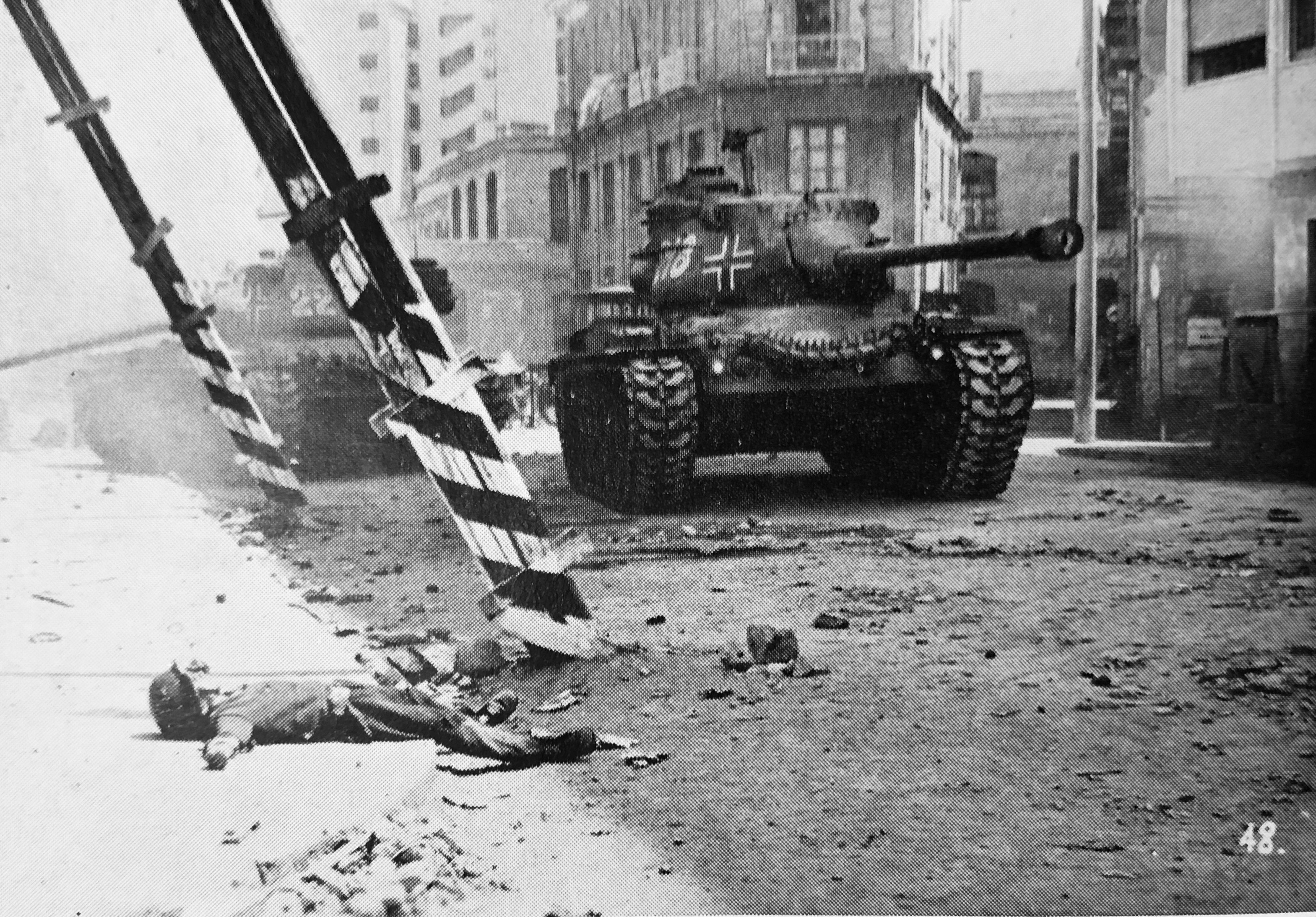
『祖国は誰れのものぞ』（1962年）

- Pittori allo specchio　短篇ドキュメンタリー　1950年
- Parola di ladro　1956年　共同監督ジャンニ・プッチーニ　※長篇デビュー作
- Il marito　1958年　共同監督ジャンニ・プッチーニ
- Audace colpo dei soliti ignoti　1959年
- Un giorno da leoni　1961年
- 祖国は誰れのものぞ Le quattro giornate di Napoli　1962年
- Made in Italy　1965年
- Il padre di famiglia　1967年
- シシリー要塞異常なし Rosolino Paternò soldato　1970年
- Detenuto in attesa di giudizio　1971年　※第22回ベルリン国際映画祭コンペティション部門上映
- Sistemo l'America e torno　1973年
- Italian Superman　1976年　※無署名

オムニバス『Quelle strane occasioni』（参加監督ルイジ・コメンチーニ、ルイジ・マーニ）の一篇
- Signore e signori, buonanotte　1976年
- Café Express　1980年
- Testa o croce　1982年
- Mi manda Picone　1984年
- Amici miei atto III　1985年
- Scugnizzi　1989年　※ヴェネツィア国際映画祭イタリア議会金メダル受賞
- Pacco, doppio pacco e contropaccotto　1993年
- A che punto è la notte　テレビ映画　1995年　※遺作